# Epiblema (Fledermäuse)
Das Epiblema ist ein steifes Hautstück in der Schwanzflughaut einiger Fledermäuse. Es vergrößert und versteift diese und wird gestützt durch ein T-förmiges Knorpelstück (Steg), welches vom Fußsporn (Calcar) ausgeht.